# Połączone Centrum Sztuki Wojennej JWC
Połączone Centrum Sztuki Wojennej  (ang. Joint Warfare Centre JWC) – centrum szkoleniowe NATO wspierające Sojusznicze Dowództwo ds. Transformacji ACT i inne dowództwa NATO.

## Charakterystyka
Połączone Centrum Sztuki Wojennej powołane zostało 23 października 2003 w Stavanger. Personel cywilny pochodzi (2013) z 11 krajów członkowskich NATO, a personel wojskowy z Kanady, Czech, Danii, Francji, Niemiec, Węgier, Włoch, Holandii, Norwegii, Polski, Rumunii, Hiszpanii, Turcji, Wielkiej Brytanii i Stanów Zjednoczonych. Swoich przedstawicieli w Centrum posiadała także Finlandia. Personel centrum liczy (2013) około 250 osób.
Dowódcą JWC jest od września 2024 niemiecki generał major Ruprecht von Butler; jego zastępcą i szefem sztabu jest amerykański generał brygady Mark A. Cunningham.

## Zadania
Podstawowe zadania Centrum:
- szkolenie oficerów na szczeblu operacyjnym
- szkolenie jednostek Sił Odpowiedzi NATO
- szkolenia i treningi personelu sił NATO w ramach przygotowań do prowadzenia operacji głównych (MJO[a])
- szkolenia i treningi personelu sił NATO w ramach przygotowań do prowadzenia operacji połączonych (SJO[b])
- udzielanie wsparcia i partycypacja w rozwój koncepcji i doktryn wojennych
- asysta w eksperymentach, technologiach i symulacjach ACT
- wspieranie procesu analizy i wnioskowania ACT.

## Dowódcy JWC
Kolejni dowódcy Połączonego Centrum Sztuki Wojennej NATO w Stavanger
| Stopień, imię i nazwisko     | Państwo         | Czasokres |
| ---------------------------- | --------------- | --------- |
| gen. ltn. Thorstein Skiaker  | Norwegia        | 2003–2004 |
| gen. mjr James Short         | Wielka Brytania | 2004–2005 |
| mars. lotn. Peter Walker     | Wielka Brytania | 2005–2007 |
| gen. ltn. Wolfgang Korte     | Niemcy          | 2007–2011 |
| gen. dyw. Jean-Fred Berger   | Francja         | 2011–2013 |
| gen. ltn. Erhard Bühler      | Niemcy          | 2013–2014 |
| gen. mjr Reinhard Wolski     | Niemcy          | 2014–2016 |
| gen. dyw. Andrzej Reudowicz  | Polska          | 2016–2019 |
| kontradm. Jan C. Kaack       | Niemcy          | 2019–2021 |
| gen. dyw. Piotr Malinowski   | Polska          | 2021–2024 |
| gen. mjr Ruprecht von Butler | Niemcy          | 2024–     |